# St. Nikolaus (Brüssel)

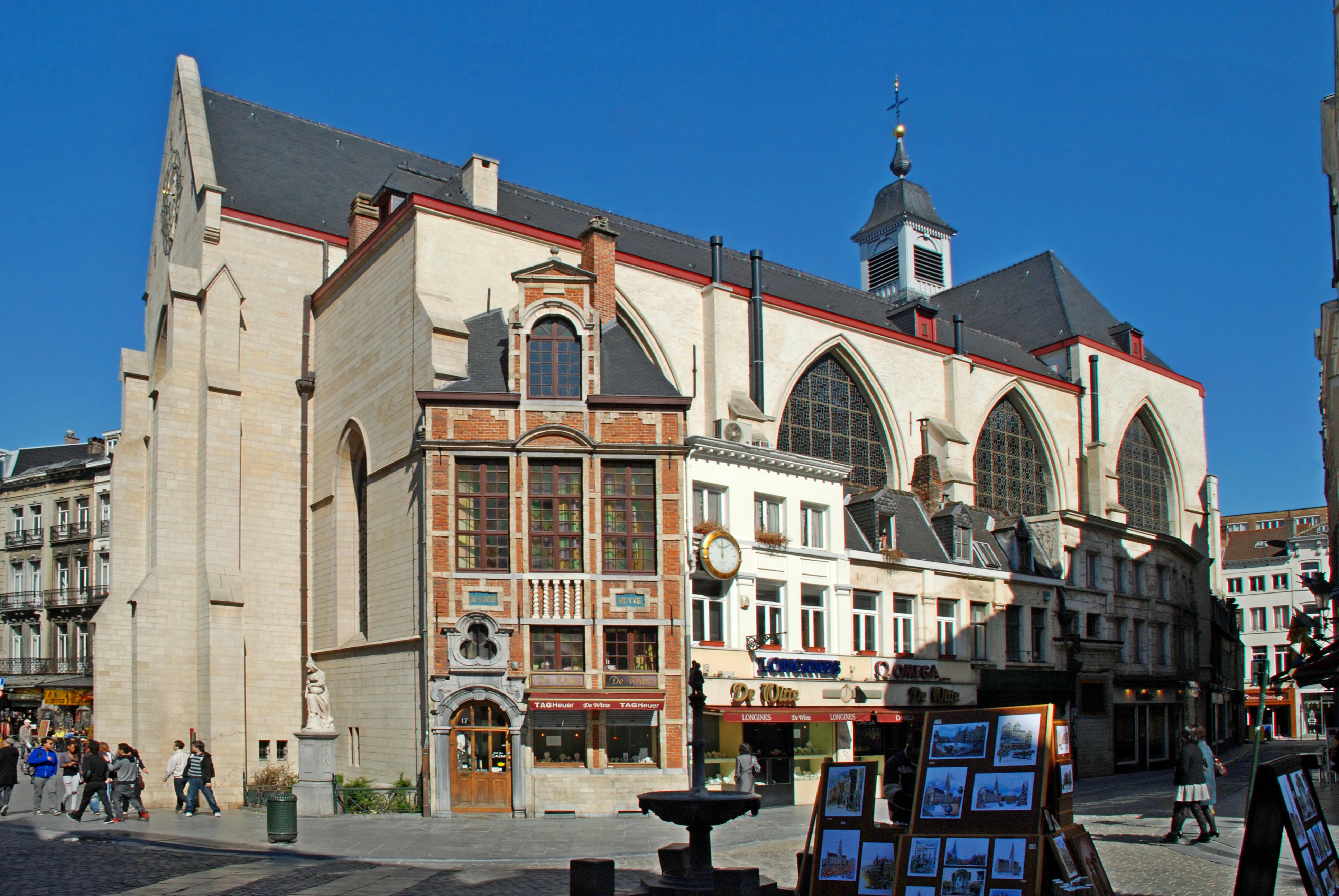
St. Nikolaus

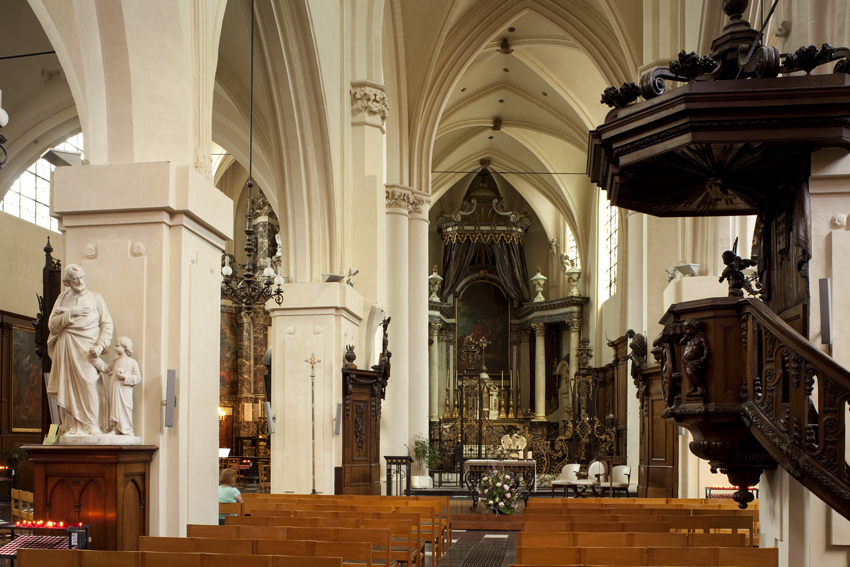
Blick durch das Langhaus zum Chor

St. Nikolaus (französisch Église Saint-Nicolas, niederländisch Sint-Niklaaskerk) ist eine römisch-katholische Kirche in der Altstadt der belgischen Hauptstadt Brüssel.

## Geschichte
Die Nikolauskirche geht zurück auf eine Stiftung Brüsseler Kaufleute im 11. oder 12. Jahrhundert zu Ehren ihres Schutzpatrons, des hl. Nikolaus von Myra. Der romanische Bau stürzte 1367 ein und wurde durch eine spätgotische Kirche ersetzt, die noch Grundriss und Raumcharakter der heutigen Kirche bestimmt. Deren Langhaus entstand allerdings im Wesentlichen beim Wiederaufbau nach der französischen Bombardierung von Brüssel 1695. 1714 stürzte der Turm ein und wurde nicht ersetzt.

## Bauwerk
St. Nikolaus ist von engen Altstadtgassen umgeben. An die Außenwände der Seitenschiffe sind malerische kleine Häuser angebaut. Die Kirche selbst ist eine gedrungene, dreischiffige, kreuzrippengewölbte Basilika mit Querhaus und Vierungs-Dachreiter. Der Chor ist aus der Längsachse nach links geneigt.

## Ausstattung
Die Kirche besitzt ein kleines Bild der Muttergottes mit dem schlafenden Kind, Original oder Kopie nach Peter Paul Rubens. Bedingt durch Zerstörungen und Umgestaltungen stammt die übrige Ausstattung zu großen Teilen aus dem 19. Jahrhundert, darunter der neugotische Schrein der Märtyrer von Gorkum, deren Reliquien aus der nahe gelegenen Franziskanerkirche nach deren Aufhebung in der Französischen Revolution nach St. Nikolaus kamen. Das große Fenster Mariä Himmelfahrt in der Portalfassade schuf Guy Chabrol 1956.